# No Help
«No Help» es una canción grabada por la cantante rumana Inna, lanzada para streaming y descarga digital el 6 de septiembre de 2018 por Global Records. Musicalmente, «No Help» es una canción de house tropical y dance con influencias del pop, cuyas letras hablan sobre confianza, independencia y autoayuda. La pista ha recibido reseñas positivas por parte de los críticos de música, quienes elogiaron su naturaleza pegadiza y bailable. Para promoverlo, un video musical fue subido al canal oficial de Inna en YouTube simultáneamente con el lanzamiento de la canción. Fue filmado por Bogdan Pǎun en Marruecos y Los Ángeles. Los críticos elogiaron los atuendos y paisajes que aparecen en el videoclip. «No Help» experimentó éxito menor en las listas de Rumania y Francia.

## Antecedentes y recepción
Inna anunció el lanzamiento de un nuevo sencillo en sus redes sociales un día antes del estreno de «No Help» en formato digital y streaming el 6 de septiembre de 2018 por Global Records. Poco antes había lanzado su primera y autotitulada aplicación. Desde 2020, «No Help» aparece en la edición completa de su quinto álbum de estudio Nirvana, estrenada a través de SoundCloud. Musicalmente, «No Help» ha sido descrita como una canción de house tropical y dance con influencias de pop y su típico sonido house con estilo de Europa del Este. Valentin Malfroy del sitio web Aficia notó influencias orientales en la canción. Líricamente, Inna discute sobre la confianza y la independencia, aludiendo al concepto de autoayuda.
Tras su lanzamiento, «No Help» ha recibido reseñas positivas por parte de los críticos de música. Jonathan Currinn de CelebMix etiquetó la canción como «pegadiza» y la comparó con el material de su disco Nirvana (2017). Él especialmente encontró similitudes con las pistas del álbum «My Dreams» y «Lights». Un editor de Star Gossip Magazine elogió la naturaleza bailable de la canción. Comercialmente, «No Help» debutó en el puesto número 73 en el Airplay 100 de Rumania para la semana del 23 de septiembre de 2018, y ascendió al número 65 en la siguiente semana. También alcanzó el número 40 en la lista Club 40 de Francia.

## Video musical
Un video musical para la canción fue subido al canal oficial de Inna en YouTube el 6 de septiembre de 2018. Fue filmado en Marruecos y Los Ángeles por Bogdan Pǎun, mientras que Alexandru Mureşan fue contratado como el director de fotografía y Loops Production como los productores. El trabajo de maquillaje fue hecho por Anthony Merante y Anca Buldur, los peinados por Sorin Stratulat y la ropa fue proporcionada por RDStyling. Durante el videoclip, Inna usa varios trajes mientras reside en un desierto y un bosque con tonos azules. Currinn de Celebmix dijo que el traje blanco se parecía a los videos musicales anteriores de la cantante. También comparó su peinado con los estilos antiguos «desde hace medio siglo más o menos».
Inna también usa un atuendo beige junto con una peluca de pelo corto y botas de vaquero. Currinn elogió su peinado, mientras que Rodica Mițu de DC News lo llamó «atrevido». Inna también luce una gabardina negra, así como también un jumper azul con lentejuelas y mangas largas. Durante el video, la cantante estuvo acompañada por extras quienes—según Currinn—«establecen una ligera narrativa [...], sugiriendo que no tienen mucha confianza en sí mismos y están buscando la ayuda que necesitan. Al final, parecían haber ganado confianza en sí mismos». El editor elogió el video por relacionarse bien con la canción y aplaudió el hecho de que Inna «realmente se ve bien con cualquier cosa». Valentin Malfroy del sitio web Aficia afirmó que el videoclip mezcla «paisajes impresionantes y una belleza fatal».

## Formatos
- Descarga digital[3]

| No Help — Single |           |          |  |
| N.º              | Título    | Duración |  |
| 1.               | «No Help» | 3:02     |  |

## Posicionamiento en listas

### Semanales
| Francia | Club 40     | 40 |
| Rumania | Airplay 100 | 65 |

## Historial de lanzamiento
| Región  | Fecha                    | Formato          | Discográfica |
| ------- | ------------------------ | ---------------- | ------------ |
| Mundo   | 6 de septiembre de 2018  | Descarga digital | Global       |
| Mundo   | 6 de septiembre de 2018  | Streaming        | Global       |
| Turquía | 28 de septiembre de 2018 | Descarga digital | Yeni Dünya   |